# Liste des évêques de Sora
Cette liste recense les évêques qui se sont succédé sur le siège de Sora. En 1818, le diocèse de Sora est uni aeque principaliter à ceux d'Aquino et de Pontecorvo, ils sont pleinement unis en 1986. En 2014, le diocèse absorbe plus de 50 paroisses appartenant à l'abbaye territoriale du Mont-Cassin ; à la suite de ce changement, le diocèse prend le nom de diocèse de Sora-Cassino-Aquino-Pontecorvo. 

## Évêques de Sora
- Saint Amase (?)
- Giovanni (mentionné en 492 et en 496)
- Sebastiano (501-502)
- Valeriano (mentionné en 680)
- Leone Ier (mentionné en 979)
- Leone II (mentionné en 1050)
- Palombo, O.S.B (1059-1071)
- Giovanni Ostiense, O.S.B (1073-1086)
- Roffredo, O.S.B (1090-1110)
- Goffredo o Gaufredo (1116-1156)
- Landolfo, O.S.B (? -1162)
  - Conrad Ier de Wittelsbach (mentionné en 1167), administrateur apostolique
- Gionata (1179-1180)
- Pandulfo (1188-1217)
- Anonyme (vers 1220/1221-1222)
- Guido (1229-1244)
- Pietro Gaetani (vers 1251/1252-1252), nommé évêque de Todi
- Luca (1253-1255)
- Anonyme (mentionné en 1264)
- Pietro Gerra (1267-1278), nommé évêque de Rieti
- Andrea Perro (1279-1286), nommé évêque de Rieti
  - Pietro Gerra (1286-1295), administrateur apostolique
- Nicola (1295-1296), nommé évêque de Teano
- Andrea Masarone (1296-1321)
- Giacomo (1323-1355)
- Angelo Ricasoli (1355-1357), nommé évêque d'Aversa
- Andrea (1358-1364)
- Martino (1364-1378), nommé évêque de Tricarico
- Pietro Corsario (1378-1397)
  - Raimondo Venato (1379- ?), antiévêque
- Cola Francesco (1397-1399)
- Giacomo d'Antiochia, O.F.M (1399-1404), nommé évêque d'Assise
- Antonio da Porciano (1404-1406)
- Giacomo d'Antiochia, O.F.M (1406-1420), pour la seconde fois
- Giovanni da Montenegro (1420-1432)
- Antonio Novelli (1433- ?)
- Angelo Lupi (1463-1471), nommé évêque de Tivoli
- Giacomo (1471- ?)
- Pietro Lupi (1479- ?)
- Matteo Mancini (1503-1505)
- Giacomo de Massimi (1505-1511), nommé évêque de Cittaducale
- Bernardo Ruggieri (1511-1530)
- Adriano Mascheroni (1530-1531)
- Bartolomeo Ferratini (1531-1534), nommé évêque de Chiusi
  - Alessandro Farnese seniore (1534-1534), administrateur apostolique élu pape sous le nom de Paul III
- Eliseo Teodino (1534-1561)
  - Alessandro Farnese le jeune (1561-1561), administrateur apostolique
- Tommaso Gigli (1561-1576), nommé évêque de Plaisance
  - Alessandro Farnese le jeune (1577-1577), administrateur apostolique
- Giovanbattista Maremonti (1577-1578)
- Orazio Ciceroni (1578-1591), nommé évêque de Ferentino
- Marco Antonio Salomone (1591-1608)
- Giulio Calvi (1608-1608)
- Michele Consoli, C.R (1609-1609)
- Girolamo Giovannelli (1609-1632)
- Paolo Benzoni, C.R.L (1632-1637)
- Felice Tamburrelli (1638-1656)
- Agostino De Bellis, C.R (1657-1659)
- Maurizio Piccardi (1660-1675)
- Marco Antonio Pisanelli (1675-1680)
- Tommaso Guzoni, C.O (1681-1702)
- Matteo Gagliani (1703-1717)
- Gabriele De Marchis (1718-1734)
- Scipione Sersale (1735-1744), nommé évêque de Lecce
- Nicolò Cioffi † (13 avril 1744 - 19 février 1748), nommé archevêque d'Amalfi
- Antonio Correale (1748-1764)
- Tommaso Taglialatela (1765-1767)
- Giuseppe Maria Sisto y Britto, C.R (1768-1796)
- Agostino Colaianni (1797-1814)
  - Siège vacant (1814-1818)

## Sources
- http://www.catholic-hierarchy.org